# Nilkheimer Mainbrücke
Die Nilkheimer Mainbrücke ist eine eingleisige Eisenbahnbrücke auf der ehemaligen Bahnstrecke Aschaffenburg–Höchst (Odenwald) bei Streckenkilometer 3,126. Das Bauwerk aus dem Jahre 1910 überspannt den Main bei Stromkilometer 89,75 in Aschaffenburg, zwischen den Stadtteilen Nilkheim und Obernau. Die Brücke wurde im Zweiten Weltkrieg nicht zerstört.

## Geschichte
Die Mainbrücke wurde zwischen 1909 und 1910 von den Königlich Bayerischen Staatseisenbahnen im Rahmen des Streckenbaus zwischen den Stationen Aschaffenburg-Süd und Höchst im Odenwald errichtet. Am 1. Mai 1911 folgte die Inbetriebnahme des Bauwerks. Mit der Eröffnung des Leiderer Staatshafens im Jahr 1921 wurde die Brücke auch Teil der Zubringerstrecke der Hafenbahn.
Im Zweiten Weltkrieg konnten US-amerikanische Truppen die Nilkheimer Mainbrücke am 25. März 1945 zu Beginn der Schlacht um Aschaffenburg unzerstört besetzen. Seit der Einstellung des Güterverkehrs der Bachgaubahn am 28. September 1991 dient die Brücke noch dem Zubringergleis in das Nilkheimer Industriegebiet-West und den Staatshafen.
Seit 2010 steht am westlichen Ufer ein Denkmal des Bildhauers Florian Wehner aus Bad Neustadt, das aus vier Säulen besteht und an die Geschichte der denkmalgeschützten Eisenbahnbrücke erinnert.

## Konstruktion

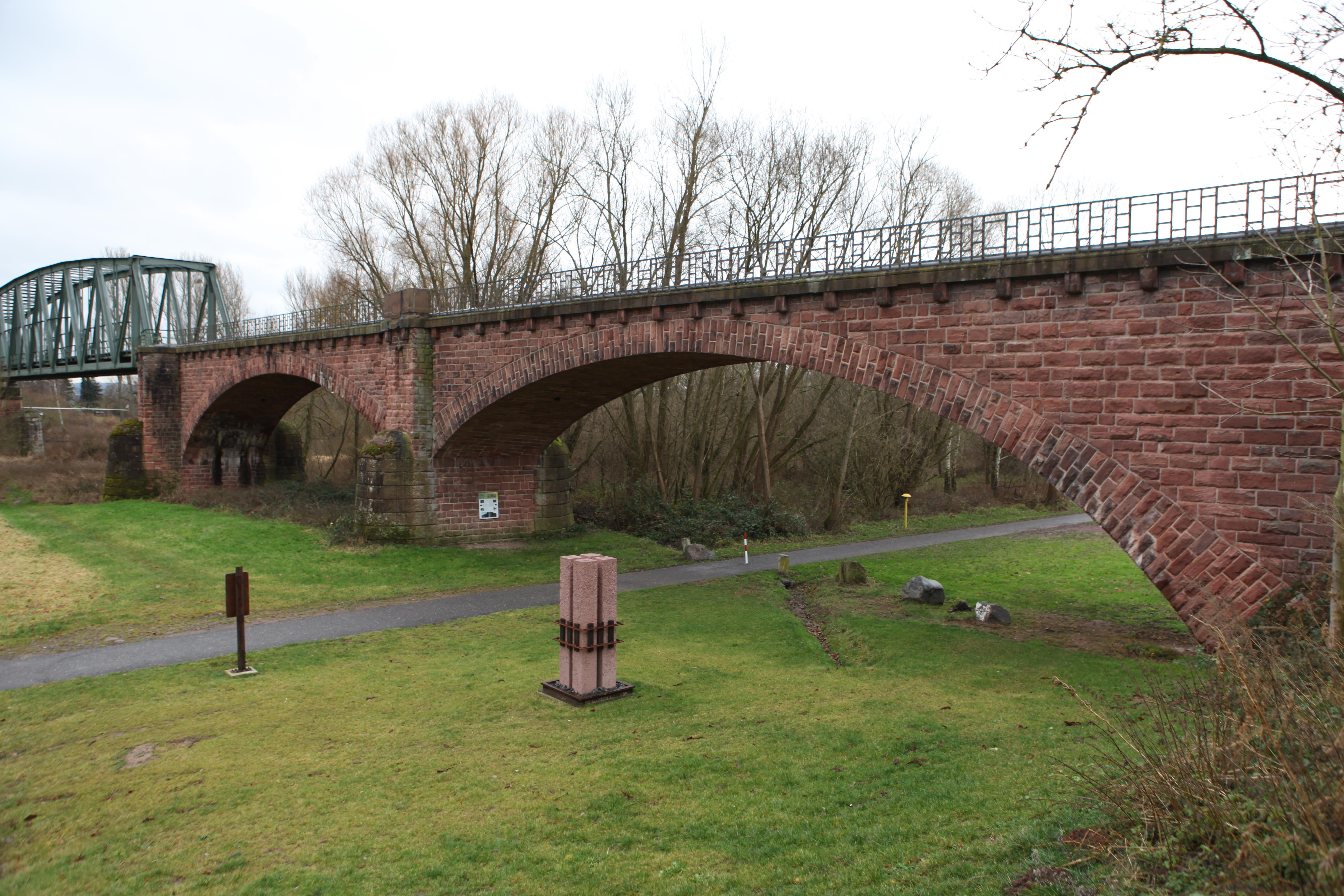
Westliche Vorlandbrücke mit Denkmal

Der 274 Meter lange gerade Brückenzug besteht auf beiden Mainseiten im Vorland aus einer im Jugendstil mit rotem Sandstein gestalteten Bogenbrücke mit jeweils zwei Öffnungen. Die zugehörigen Brückenpfeiler haben unten dekorativ gestaltete, gerundete Eisbrecher, sind darüber kassettiert und werden von weichprofilierten Brüstungsköpfen oben abgeschlossen.
Die zwischen den Vorlandbrücken stehende Strombrücke hat zwei Stahlfachwerkträger mit dem Sandsteinpfeiler im Main. Die 75 Meter langen, genieteten Fachwerkträger weisen eine unten liegende Fahrbahn auf und besitzen gekrümmte Obergurte sowie ein Strebenfachwerk mit Pfosten.